# Masicera flavidipennis
Masicera flavidipennis är en tvåvingeart som beskrevs av Macquart 1851. Masicera flavidipennis ingår i släktet Masicera och familjen parasitflugor.
Artens utbredningsområde är Belgien. Inga underarter finns listade i Catalogue of Life.